# ویلیام کاگنی
ویلیام کاگنی (انگلیسی: William Cagney؛ ۲۶ مارس ۱۹۰۵ – ۳ ژانویه ۱۹۸۸) تهیه‌کننده اهل ایالات متحده آمریکا بود. از فیلم‌های او می‌توان به خون بر خورشید اشاره نمود.